# Сельдевидный сиг
Сельдевидный, или американский сиг (лат. Coregonus clupeaformis) — вид пресноводных рыб рода сигов. Эндемик Северной Америки (интродуцирован также в высокогорных озёрах в Андах в Южной Америке), имеет промысловое значение.

## Внешний вид
Тело, как и у большинства лососёвых, вытянутое, сплющенное с боков. Средняя длина тела — 457 мм, хотя между популяциями существуют значительные различия в размерах, и крупнейшая зарегистрированная особь достигала метровой длины. Средняя масса тела — 1,9 кг, но встречаются особи тяжелее 9 кг, а максимальная зафиксированная масса составляла 19 кг. Тело покрыто чешуёй. На спине два плавника, второй из которых — жировой, обычно несколько более крупный у самцов. В спинном и хвостовом плавнике от 10 до 12 лучей (чаще всего 11), в грудных плавниках от 14 до 17. Рыло тупое, рот маленький, полунижний. И у самцов, и у самок на теле и голове брачные бугорки
Цвет чешуи от горохово-зелёного до зеленовато-бурого на спине, синеватый по бокам и серебристо-белый на брюхе. Плавники почти прозрачные.

## Образ жизни
В основном пресноводная (скорее озёрная, чем речная) рыба, способная заплывать в солоноватую воду и ведущая преимущественно оседлую жизнь (хотя дальность миграций варьирует от 8 до 242 км, в большинстве случаев она не превышает 40). Предпочитает большие реки и озёра, где населяет глубины от 8 до 128 м, образуя различающиеся популяции. Температурный диапазон — от 8 до 14 °C. Весной поднимается из глубины ближе к поверхности, летом, когда вода на отмелях прогревается, уходит снова на большие глубины. Осенью и в начале зимы направляется на нерест на мелководье, после чего на зиму уходит глубже. Метание икры происходит ночью: самка и один или несколько самцов поднимаются к поверхности, откладывают икру и молоки и затем по отдельности возвращаются на глубину. Нерест в южной части ареала ежегодный, но в полярных и приполярных регионах происходит раз в два или три года. Осевшие на дно икринки созревают в среднем 133 дня при средней температуре 1,7 °C (время созревания прямо зависит от температуры воды), проклёвываясь в марте или начале апреля. Вылупившиеся мальки в длину достигают 13,25 мм и растут в первый сезон жизни со средней скоростью 25 мм в месяц.
Кормится в основном с дна или в придонных слоях. Маленький размер рта ограничивает выбор диеты сельдевидного сига. Рацион преимущественно состоит из личинок насекомых, рачков-бокоплавов и моллюсков, но может включать и более мелких рыб и рыбью икру, в том числе собственного вида. Икру сельдевидного сига в свою очередь поедают другие сиговые и жёлтый окунь. Молодь становится добычей хищных рыб (озёрный голец-кристивомер, щука, налим, светлопёрый судак).

## Распространение и значение
Естественный ареал расположен между 41 и 71 с. ш. и 61 и 149 з. д., охватывая большую часть Канады и затрагивая Новую Англию, центральную Миннесоту и бассейны рек Коппер и Суситна на Аляске. Встречается в водоёмах бассейнов трёх океанов — Атлантического, Северного Ледовитого и Тихого. Интродуцирован на северо-западе США, а также в высокогорных озёрах двух латиноамериканских стран в Андах.
Популярная промысловая рыба, ценимая за мясо и деликатесную икру. Чрезмерный вылов и ухудшение условий обитания привели в начале XX века к коллапсу популяций на Великих озёрах. Программы по разведению сельдевидного сига на протяжении долгого времени реализуются на Великих озёрах и в других регионах, однако местные популяции восстанавливаются медленно и по-прежнему находятся под угрозой.

## Систематика
Вид описан в 1818 году Сэмюэлом Митчиллом как Salmo clupeaformis, видовое название означает «в форме сельди». В дальнейшем включён в род Coregonus. Согласно одной из точек зрения, C. clupeaformis и C. lavaretus являются одним и тем же видом.
Вид насчитывает многочисленные расы, обитающие в изолировнных друг от друга водоёмах. Такая особенность связана с тем, что практически весь исторический ареал сельдевидного сига, за исключением центральной Аляски и Юкона несколько раз за плейстоценовую эпоху покрывали ледники. Это, с одной стороны, привело к общему обеднению генофонда вида, а с другой позволило сформироваться генетически независимым друг от друга популяциям, которые затем заселили озёра, возникшие после таяния последних ледников.